# Fagerhults naturreservat
Fagerhults naturreservat är ett naturreservat i Ljungby kommun i Kronobergs län.
Området är skyddat sedan 2020 och omfattar 99 hektar. Det är beläget öster om Agunnaryd vid Målasjön och Lilla Helge å och består av ett gammalt odlingslandskap och lövskog.